# Thèm ăn
Thèm ăn (còn gọi là đói chọn lọc) là một khao khát mãnh liệt để tiêu thụ một loại thực phẩm cụ thể, và khác với những cơn đói thông thường. Nó có thể có hoặc không liên quan đến cơn đói cụ thể, nỗ lực tiêu thụ các chất dinh dưỡng đặc biệt được nghiên cứu kỹ ở động vật. Trong các nghiên cứu về cảm giác thèm ăn, bánh kẹo sô cô la và sô cô la hầu như luôn đứng đầu danh sách thực phẩm mà mọi người nói rằng họ thèm; sự khao khát này được gọi là chủ nghĩa nghiện chocolate. Sự thèm ăn của các mặt hàng phi thực phẩm như thực phẩm được gọi là hội chứng pica.

## Nguyên nhân
Chưa có lời giải thích duy nhất cho cảm giác thèm ăn, và giải thích do mức độ serotonin thấp ảnh hưởng đến trung tâm não đối với sự thèm ăn để sản xuất endorphin do tiêu thụ chất béo và carbohydrate. Thực phẩm với nồng độ đường glucose, chẳng hạn như sô cô la, được thường xuyên hơn khao khát hơn thực phẩm có glucose đường thấp hơn, chẳng hạn như bông cải xanh, bởi vì khi glucose tương tác với thụ thể opioid hệ thống trong não có thể gây ra cảm giác nghiện tác dụng kích hoạt xảy ra. Người tiêu thụ glucose cảm thấy muốn tiêu thụ nhiều glucose hơn, giống như người nghiện rượu, vì não đã được điều hòa để giải phóng "hormone hạnh phúc" mỗi khi có glucose.
Sự thèm ăn đối với một số loại thực phẩm được liên kết với các thành phần của chúng. Ví dụ, sô cô la chứa chất dẫn truyền thần kinh phenylethylamine, rất quan trọng đối với việc điều chỉnh sự giải phóng endorphin của cơ thể.   Endorphin được giải phóng sau tác nhân gây căng thẳng và dẫn đến cảm giác thư giãn. Tập thể dục và ngủ là hai cách khác nhau để giúp tạo điều kiện giải phóng endorphin.

## Mang thai
Phụ nữ thường sẽ cảm thấy thèm các loại thực phẩm bất thường trong thai kỳ. Lý do mà những cơn thèm này xảy ra vẫn chưa được biết đến rõ ràng.
Người ta cho rằng những cảm giác thèm ăn này có thể là để thay thế các chất dinh dưỡng bị mất trong thời gian ốm nghén. Tuy nhiên, có bằng chứng rằng thèm ăn khi mang thai phục vụ một chức năng xã hội, chứ không phải là dinh dưỡng. Bởi vì cảm giác thèm ăn phổ biến khác nhau trong cách tiêu thụ dinh dưỡng của họ từ văn hóa đến văn hóa, có thể suy ra rằng không có nhu cầu dinh dưỡng nào mà những cảm giác thèm ăn này được lấp đầy. Thay vào đó, có thể những cơn thèm thuốc lạ giúp phụ nữ mang thai báo hiệu rằng họ đang mang thai và cần sự giúp đỡ từ những người xung quanh. Một số bằng chứng xác thực cho điều này là thực tế là phụ nữ thường thèm thực phẩm hiếm, khó kiếm và từ chối những món ăn thông thường, hàng ngày. Cung cấp mối quan hệ giữa mang thai với thực phẩm có thể là phổ biến từ giữa thời tổ tiên của con người Homo Erectus, cung cấp một lời giải thích có thể cho sự tiến hóa của hành vi này.
Các nền văn hóa khác nhau lại có có cảm giác thèm ăn phổ biến khác nhau.
Một trong những phương pháp điều trị ốm nghén bao gồm điều trị cảm giác thèm ăn và gây ác cảm.
Tùy thuộc vào thời kỳ lịch sử và văn hóa, có những phong tục truyền thống khác nhau liên quan đến thèm ăn khi mang thai. Một số ví dụ:
- Khi mang thai, phụ nữ H'Mông sẽ theo dõi cơn thèm ăn để đảm bảo rằng đứa con của họ sẽ không bị dị tật.[10]
- Ở Malta, một phụ nữ mang thai được khuyến khích thỏa mãn cơn thèm đồ ăn cụ thể của mình, vì sợ rằng đứa con chưa sinh của mình sẽ mang một vết bớt mang tính đại diện (tiếng Malta: xewqa, nghĩa đen là "ham muốn" hoặc "thèm").
- Ở Babylon Talmud, folio 82a của Tractate Yoma đề cập đến cảm giác thèm ăn khi mang thai đối với thực phẩm không kosher (đoạn văn nói về một phụ nữ mang thai thèm thịt lợn ở Yom Kippur) như một ví dụ nghịch lý về tình huống đe dọa đến tính mạng. thực phẩm không kosher (và được phép ăn nó trên Yom Kippur).
- Ở Philippines, tình trạng này theo truyền thống được gọi là lihi, và người ta tin rằng những đặc điểm của một loại thực phẩm mà một phụ nữ mang thai thèm và tiêu thụ được truyền cho đứa trẻ. Điều này cũng mở rộng cho các đối tượng hoặc những người mà một người phụ nữ sẽ thấy vui khi thấy mình mang thai.
- Ở Thái Lan, một phụ nữ bắt đầu thèm đồ ăn chua sau khi hết thời gian được coi là có thai.[11]

## "Thèm sô cô la"
Sô cô la được xem là một loại ngọt được phụ nữ mong muốn nhiều hơn nam giới. Các nghiên cứu được thực hiện ở Anh và Mỹ và Canada đã kết luận rằng phụ nữ thực sự thèm ăn sô cô la hơn là nam giới. Ngoài ra sự thèm ăn sô cô la này dường như xảy ra nhiều hơn theo chu kỳ.  Tuy nhiên, một lời giải thích sinh học chưa được chứng minh một cách khoa học. Nó dường như có một nguyên nhân mang tính văn hóa thay vì một nguyên nhân sinh học. Phụ nữ Tây Ban Nha trải qua cảm giác thèm ăn sô cô la theo chu kỳ ít hơn nhiều so với phụ nữ Mỹ (24% so với 60%) mặc dù họ không nên khác biệt nhiều về mặt sinh lý. Phụ nữ Tây Ban Nha thèm sô cô la hơn sau bữa tối. Thời gian đàn ông thèm sô cô la cũng khác nhau giữa cả hai nền văn hóa nhưng cũng giống như sự thèm sô cô la của phụ nữ trong nền văn hóa của họ (ngoại trừ chu kỳ kinh nguyệt).
Để điều trị hội chứng thèm sô cô la tạm thời, mùi hoa nhài đã được biết đến để sử dụng.